# Відеоблог
Відеоблог (скорочено влог, англ. vlog) — це форма блогу, у якому засобом передачі інформації є відео. Відеоблог є формою вебтелебачення. Записи у відеоблогах поєднують вбудоване відео або відеозв'язок із підтримкою тексту, зображень та інших метаданих. Записи можуть бути зроблені у вигляді одного блоку або складатися з декількох частин. Відеоблоги дуже популярні на YouTube.
Відеоблоги часто використовують переваги вебсиндикації для забезпечення розповсюдження відео через інтернет із використанням форматів синдикації (RSS або Atom) для автоматичної агрегації та відтворення на мобільних пристроях і персональних комп'ютерах (див. «подкастинг»).

## Історія
2 січня 2000 року Адам Контрас відправив відеозапис в блозі, маючи метою інформування своїх друзів і сім'ї про свій рух через всі міста США до Лос-Анджелеса в пошуках шоу-бізнесу, що стало першим повідомленням такого роду, і що пізніше стало найтривалішим видеоблогом в історії. У листопаді того ж року Адріан Майлз наклав відео змінюваного тексту на нерухоме зображення, придумавши термін vlog для посилання на свій відеоблог. У 2004 році Стів Ґарфілд запустив свій власний відеоблог і оголосив цей рік «роком відеоблогу». У боротьбі за виконання цього прогнозу Майлза і Ґарфілда до них незабаром приєдналися їхні онлайн колеги Джей Дедман, Пітер Ван Дийк, Андреас Гоґстрап Педерсен і Крістоф Баутен, створивши групу на Yahoo! Groups, присвячену відеоблогам.
Сильний ріст популярності відеоблогів виник починаючи з 2005 року. На сайті Yahoo! чисельність групи відеоблогерів різко зросла у 2005 році. Найпопулярніший нині сайт обміну відео YouTube був заснований в лютому 2005 року. До липня 2006 року він став п'ятим за популярністю серед найбільш популярних вебсайтів зі 100 мільйонами переглядів відео щодня і 65 тисячами нових додатків в день.
Численні системи керування вмістом з відкритим кодом забезпечили включення відеоінформації в контент, дозволяючи блогерам створювати й адмініструвати свої власні сайти відеоблогів. Крім того, з'єднання мобільних телефонів з цифровими камерами дозволило публікувати відеоконтент в інтернеті майже відразу як він був записаний, що дало початок стримінгу.
На цей час одним з найбільш популярних відеоблогерів (понад 60 млн на YouTube) є Фелікс Чельберг (PewDiePie), який робить переважно ігрові відео.

## Найважливіші події у сфері відеоблогів
- 2005, січень — Перша конференція відеоблогерів проводиться у Нью-Йорку[14].
- 2006, листопад — Перше щорічне нагородження відеоблогерів проводиться у Сан-Франциско[15].
- 2007, травень і серпень — The Wall Street Journal поміщає бабусю [Архівовано 24 червня 2011 у Wayback Machine.] на першій сторінці персонального розділу журналу[16], у серпні вона представлена в Новинах ABC, тим самим показується, що літні люди тепер втягуються у світове онлайн відео[17].
- 2010, листопад — зроблено повідомлення про фільм, повністю виконаний шляхом об'єднання відеоблогів від реальних людей і віртуальних аватарів (VLOGGERthemovie.net). Випущений в 2011 році[18].